# نیروگاه حرارتی هرازدان
نیروگاه حرارتی هرازدان (Hrazdan TPP, Armenian ارمنی: Հրազդանի ջերմաէլեկտրակայան; انگلیسی: Hrazdan Thermal Power Plant) یک نیروگاه حرارتی در بخش شمال‌غربی هرازدان در ارمنستان می‌باشد. این نیروگاه یکی از بزرگترین نیروگاه‌های ارمنستان می‌باشد. این نیروگاه در بین سال‌های ۱۹۷۴–۱۹۶۳ بنا گردیده است و واحد نخست آن در سال ۱۹۶۶ عملیاتی شده است. در سال ۲۰۱۳ یک واحد جدید به این نیروگاه افزوده است.